# یوشیاکی ساتو
یوشیاکی ساتو (به انگلیسی: Yoshiaki Sato) بازیکن فوتبال اهل ژاپن و عضو تیم ملی فوتبال ژاپن است که در تاریخ ۲۲ مه ۱۹۹۴ میلادی اولین بازی ملی‌اش را انجام داد. او در ۱ بازی ملی حضور داشت و آخرین بازی ملی خود را در تاریخ ۲۲ مه ۱۹۹۴ میلادی انجام داد. یوشیاکی ساتو در بازی‌های ملی‌اش
گلی به ثمر نرساند.